# Martha K. Smith
Pour les articles homonymes, voir Smith.
Martha Kathleen Smith est une mathématicienne américaine, professeure de mathématiques, professeure émérite au département de mathématiques et professeure émérite associée au département de statistiques et de science des données de l'université du Texas à Austin. Elle a apporté des contributions à l'algèbre non commutative ainsi qu'à l'enseignement des mathématiques.

## Formation et carrière
Smith a obtenu un baccalauréat en mathématiques (summa cum laude) de l'Université du Michigan en 1965, une maîtrise en mathématiques en 1967 et un doctorat. en mathématiques en 1970, tous deux de l'Université de Chicago. Sa thèse "Group Algebras" a été supervisée par Israel Nathan Herstein.
Après avoir terminé ses études de doctorat, Smith devient instructrice Evans de mathématiques à l'Université Rice à Houston, Texas (1970-1972). Elle rejoint la faculté du département de mathématiques de l'Université Washington de St. Louis à St. Louis, Missouri en 1972 en tant que professeure adjointe. Elle commence sa longue carrière à l’Université du Texas à Austin en 1973 en tant que professeur adjoint de mathématiques. Elle est promue professeure agrégée en 1976 et professeure en 1985. Elle prend sa retraite en 2009 et devient professeure émérite de mathématiques en 2019.  À la fin des années 1990, Smith s’intéresse aux statistiques et enseigne les statistiques même après sa retraite.
À la fin des années 1980, la législature du Texas abolit les diplômes d'enseignement des mathématiques et il est devenu de la responsabilité des départements de mathématiques des collèges de préparer les futurs enseignants de mathématiques de la maternelle à la 12e année. Smith assume cette responsabilité à l'Université du Texas à Austin. Smith utilise diverses méthodes d'enseignement et a intègre également la technologie, le travail de groupe et la rédaction de projets dans le programme avant que ces techniques ne soient à la mode. Elle crot que même l’élève le plus faible est capable d’apprendre. 
Smith siège au comité de données AMS-ASA-MAA-SIAM à la fin des années 1970 ; c'est le comité qui est responsable de préparer le Relevé annuel de la profession. Elle siège à divers comités de l'American Mathematical Society (AMS) et de la Mathematical Association of America (MAA), ainsi qu'à titre de référence pour de nombreuses revues et panels de la National Science Foundation. En 2011, Smith est membre du panel du minisymposium AWM Hay sur la formation mathématique des enseignants et le tronc commun lors des réunions conjointes de mathématiques à la Nouvelle-Orléans, en Louisiane .

## Reconnaissance
Au printemps 1993, Smith reçoit un prix du Département d'enseignement des mathématiques du Texas. 
En 1994, Smith reçoit la bourse d'enseignement du centenaire de la Dad's Association au Texas. 
En 1999, Smith est sélectionnée par l'Association for Women in Mathematics pour recevoir le prix Louise Hay pour ses contributions à l'enseignement des mathématiques « en reconnaissance de ses contributions très importantes à l'enseignement des mathématiques et de ses réalisations exceptionnelles en tant qu'enseignante et chercheuse ». 

## Collections éditées
James W. Brewer et Martha K. Smith, Emmy Noether : A Tribute to Her Life and Work, Marcel Dekker, Monographies et manuels de mathématiques pures et appliquées Vol. 69, 1981, (ISBN 978-0-8247-1550-2) .
S. Montgomery, MK Smith et al., Selected Papers on Algebra, Mathematical Association of America, The Raymond W. Brink Selected Mathematical Papers Vol. 3, 1977, (ISBN 978-0-8838-5203-3) .